# Иджет Мемети
Иджет Мемети (на македонска литературна норма: Иџет Мемети; на албански: Ixhet Memeti) е юрист и политик, омбудсман на Северна Македония от 2004 година.

## Биография
Иджет Мемети е роден на 8 януари 1961 година в тетовското село Раковец, тогава във Федеративна народна република Югославия. Завършва Юридическия факултет на Прищинския университет през 1986 година.
Започва работа като секретар на основното училище в Требош в 1987 година. След това става заместник-секретар на Правителството на Република Македония, от 1995 до 1998 година е секретар. а от 1998 до 1999 година отново заместник-секретар. След това става държавен съветник (1999 - 2001). През 2001–2002 е министър на правосъдието в кабинета на Любчо Георгиевски. В 2002 година отново става държавен съветник в правителството. За няколко месеца през май-ноември 2003 година е съдия в Конституционния съд на Република Македония, след което отново става правосъден министър (2003–2004) в кабинетите на Бранко Цървенковски и Хари Костов. От декември 2004 година е народен правобранител (омбудсман) на Република Македония, като през декември 2012 г. е преизбран за втори осемгодишен мандат.